# Honkajärvi (sjö i Finland, Kajanaland, lat 64,62, long 29,15)
Honkajärvi är en sjö i Finland. Den ligger i kommunen Hyrynsalmi i landskapet Kajanaland, i den centrala delen av landet, 500 km norr om huvudstaden Helsingfors. Honkajärvi ligger 195,6 meter över havet. Den är 11,3 meter djup. Arean är 74,1 hektar och strandlinjen är 5,22 kilometer lång. Sjön  ingår i Uleälvens huvudavrinningsområde. 